# Pressão de Laplace
A pressão de Laplace é a diferença de pressão entre o lado interno e externo de uma superfície curva. A diferença de pressão é causada pela tensão superficial da interface entre o líquido e o gás.
A pressão de Laplace é determinada pela equação de Young–Laplace dada como
{\displaystyle \Delta P\equiv P_{\text{inside}}-P_{\text{outside}}=\gamma \left({\frac {1}{R_{1}}}+{\frac {1}{R_{2}}}\right),}
onde {\displaystyle R_{1}} e {\displaystyle R_{2}} são os raios de curvatura e {\displaystyle \gamma } é a tensão superficial. Embora os sinais para esses valores variem, a convenção de sinais normalmente dita que a curvatura é positiva quando côncava e negativa quando convexa. A pressão de Laplace é comumente utilizada para determinar a diferença de pressão em formas esféricas, tais como bolhas ou gotículas. Quando este é o caso os raios de curvatura são iguais ({\displaystyle R_{1}} = {\displaystyle R_{2}}) e a equação simplifica-se a,
{\displaystyle \Delta P={\frac {2\gamma }{R}},}
onde
- Pinside é a pressão interna da bolha ou gota
- Poutside é a pressão externa da bolha ou gota
- {\displaystyle \gamma } (também denotada como {\displaystyle \sigma }) é a tensão de superfície
- R é o raio da bolha ou gota